# 順化化學攻擊
順化化學攻擊是一件發生於1963年6月3日的暴力鎮壓事件。在此次事件中，越南共和國陸軍（南越陸軍）部隊於順化市內向街上一群正在舉行示威活動的佛教徒和順化市民灑下紅棕色的催淚化學藥劑:145:261-262，導致現場有67人皮膚嚴重起水泡、呼吸道灼傷而必須緊急送醫:263-264。事發當時，這些群眾正在抗議天主教徒總統吳廷琰的排佛政策。
順化化學攻擊時的示威行動是佛教徒危機的一部分，在這場危機爆發期間，佔南越大部分人口的佛教信眾群起要求宗教平等，而使其爆發的導火線則是更早前發生的「順化佛誕槍擊案」——該案導致9名抗議當局禁止佛陀誕辰紀念日懸掛佛教旗的人士身亡。順化化學攻擊的事發使美國私下威脅要削減對吳廷琰政府的援助。數個月後，美國的態度被數名密謀政變的南越高級將領視為許可信號，而發動政變推翻了吳廷琰。
一項調查報告確定南越陸軍在事件中使用的液體，是法國殖民時代遺留的催淚彈當中的成分，由於揮發失敗才會導致民眾重傷。雖然這項發現免除了南越軍方動用毒氣和芥子毒氣攻擊平民的罪嫌，但事件後引起的抗議仍迫使琰政府派出三名高官組成小組，跟佛教界領袖磋商宗教平等及其他善後事項。儘管政教兩界在會晤之後簽署了聯合公報，不過因為公報內提及的政策改革並未付諸實行，最後演變成吳廷琰在政變中遇刺的結果。

## 背景

國際佛教旗。吳廷琰政府下令禁止類似旗幟的展示之後，在順化引發了化學攻擊事件和佛誕槍擊案。

南越在順化事件之前的人口中，約有70%至90%是佛教徒:215-216:49, 291, 293，而總統吳廷琰的施政卻招致宗教偏見與差別待遇之嫌，他身為相對少數的天主教徒，推行的政策也親天主教，激怒了為數眾多的佛教徒。歷史學界還認為，琰政府在公共服務及軍隊的人事升遷上尤其偏袒天主教徒，土地分配、商業利益和稅賦減免方面亦然:291。 
除了吳廷琰本人外，吳家成員也會奪取佛教徒的財產，以作為中飽私囊的手段。南越軍中的的多位軍官也都志願入教，認為能藉此在軍旅生涯中平步青雲:280-282。發配給地方民兵對抗越共游擊戰的武器中，最後往往只有天主教地區獲得槍砲彈藥。在部分省份亦發生強制改教、或是針對佛寺的洗劫、襲擊或破壞事件:199。某些佛教聚落的住民集體皈依天主教，以換取援助，或是避免被政府刁難:993。
天主教會在吳廷琰當政時期是全國最大的地主，而佛教團體從法國殖民時代起，即受到官方給予的「私人」地位所掣肘，不但在申辦宗教活動時都需要政府批准、興建寺廟時也得處處遭法規限制，而吳廷琰政府直接沿用了這種差別待遇的措施:294。土地改革中的重劃項目不朝天主教會的地產開刀:933、教友們實質上也可豁免參加公民義務所要求的徭役，政府還給天主教村莊挹注了比例失衡的資金。琰政府治下的越南天主教會享盡各種特權，1959年後:91，南越的主要公共活動中都會懸掛梵蒂冈国旗。
1963年5月7日，琰政府祭出一項甚少執行的1958年法案《十號政令》（Dụ số 10），禁止佛教徒在一年中最重要的慶典——佛誕節展示佛旗，但天主教徒卻獲准在吳廷琰的兄長，即順化總主教吳廷俶的典禮舉辦前一周內懸掛梵蒂岡旗，因而引起了佛教界的公憤:103-105:142。5月8日，信眾們於順化群起抗議政府禁令，9人在軍警開槍、投彈阻止民眾的過程中死亡，是為順化佛誕槍擊案:143:113-114。吳廷琰事後否認政府對此負有責任，反過來譴責越共藉機滋事。民怨在此後隨即升級成佛教徒危機，該起全國性的大規模公民不服從運動自5月初延續到5月底之後。民眾與佛教界在這場危機中發起遊街，要求撤廢十號政令、落實宗教平等:144-147:152-260。
與此同時，南越政府在冷戰時期的大後盾美國，已經派遣了16,000名軍事顧問到越南，協助南越軍對抗北越和越共以共產主義統一南北的行動。對於佛教徒危機，華府希望西貢當局與佛教界之間的爭執能迅速解決，以免影響民心，進而對於抵抗越共的作戰構成干擾:100–102:305–312, 423。

## 事發經過
6月3日，南越數個地方都有佛教團體發動的示威遊街在進行。當日早晨，焦點還聚焦在首都西貢的一場集會上，在那裡參與活動的信眾約500人，當中大部分是青年男女。這批人聚在一棟駐守了300名武裝士兵的政府官廳前抗議，一名官員手持擴音器與民眾互相對罵，當該名官員指責人群當中有越共準備作亂時，士兵們開始舉槍瞄準遊行隊伍:261-262。見狀的民眾紛紛斥責這些軍人，而士兵們立刻裝上刺刀、戴起防毒面具，然後一邊朝著人群進攻、一邊投出催淚彈。有些信眾開始逃離現場、其餘則留在原地開始祈禱。直到一位長老出面呼籲示威者，要不選擇前往佛寺接受醫療、要不就自行返家，才避免了進一步傷亡。然而，佛寺的入口已經被軍用鐵絲網封住，一些到場的信眾索性打坐在地上、繼續禱告，最後是由配備防毒面具的部隊強制驅散了他們:261-262。 
與西貢相比，順化地區在當天的事態更加惡劣，總統吳廷琰對遊行下達了禁令，並要求南越第1軍[註 1]派遣部隊前去搜捕反抗運動的參與人士:263-264:136。下午13時，1,500人的遊行陣仗朝順化的慈曇寺出發，並且在香江河畔的御津橋（Chợ Bến Ngự）集結。然而正當群眾準備過河時，陸軍守橋部隊開始出手反制，他們發動六波催淚彈和軍犬攻勢，但仍無法予以阻擋:263-264:136:145。
之後，一位政府官員站在卡車上用擴音器對信眾們講話，要求這批以中學生、大學生為大宗的抗議者離開現場。但當這名官員出口譴責越共作亂時，只是引起群眾的滿堂倒采。18時30分，現場的陸軍部隊開始將紅棕色的液體灑到人潮上方，當場造成67人化學外傷，而必須緊急送往醫院治療:261-262:145。當時傷者出現了皮膚嚴重起水泡、呼吸道劇痛等症狀，示威者對於陸軍痛下毒手怒不可遏，進一步擴大了反抗浪潮、並對吳廷琰政府的公關形象造成大災難:261-264。

## 後續及調查
到了當日午夜，情勢在順化地區實施宵禁和戒嚴令之後變得更加緊繃，向四面八方傳開的謠言指出事件中已有3人喪生。紐約的《新聞週刊》也在報導裡表示順化警方已經對人群投下糜爛性毒劑，還有媒體聲稱琰政府正在計畫用武力與佛教徒展開最後對決:261-264。美國駐順化領事約翰·赫布爾（John Helble）:136在一份呈交美國駐南越大使館的報告書中註記說「（事發時）可能還動用了另一種會讓皮膚起水泡的液體」。赫布爾表示這種物質雖然未經證實，但已經使美國國務院對於「南越軍疑似在事件中使用毒劑」一事加深了顧慮，因為67名傷者的症狀與一般催淚彈對人體造成的影響並不一致:261-262。
根據赫布爾的結論，要是這種情形屬實，那麼美國需要告知吳廷琰政府，叫他應該聲討南越軍在順化的行動，並且嚴懲罪魁禍首。若吳廷琰不從，則必須威脅說美國將「公開譴責南越」、「與西貢當局疏遠」:261-262。當美國對於南越用兵鎮壓民間抗議表達責難時，南越政府則抱怨順化警隊的鎮暴訓練差於西貢警方，才會使事態動亂。吳廷琰曾要求美軍飛機協助南越軍，從南方的頭頓空運350人的部隊前往順化蕩平局勢，但美國斷然拒絕。當時美國駐越大使弗雷德里克·諾廷正在休假，代理大使職位的威廉·杜哈特與吳廷琰的閣員阮廷淳會面。杜哈特提及糜爛性毒劑的事情時，阮廷淳部長卻面露驚色，反問他所指的是哪一種毒劑。杜哈特接著解釋道，受害者的症狀都與芥子毒氣對人體造成的傷害吻合，並將美方的威脅——也就是要譴責南越當局以化武攻擊平民的行徑——傳達給阮廷淳:263-264:136。
阮廷淳在此次會晤後，下令對於順化事件中是否使用化武展開調查，之後出爐的報告書顯示，吳氏政權已從動用毒劑或芥子毒氣的嚴厲指控中開脫。在吳廷琰於當年11月失勢之前，調查團的報告聲稱軍警在順化事件中僅有使用催淚彈，而灑在示威者身上的液體正是催淚彈中的成分，只是由於未能像原先設計那樣成功揮發，才會殘留在皮膚上造成傷勢。南越將領陳文敦在1964年2月之前主持的委員會抱持一種說法，稱此批催淚彈是法國殖民政府在1950年代遺留下來的、由存放在玻璃容器中的液體組成，遇酸反應之後會氣化成煙霧。順化事件中的傷害，就是肇因於這些無法氣化催淚劑的酸性物質。馬里蘭州的美國陸軍化學中心則證實這些催淚劑是來自於法軍庫存的容器罐，最遠甚至可追溯至第一次世界大戰:263-264，當時的法軍就已經在西部戰線的伊珀爾利用氯丙酮和溴乙酸乙酯混合成的催淚氣體對抗德軍:33-34，而這種武器對於黏膜有強烈的刺激效果:165。
氯丙酮在光線曝曬時會轉變為棕橘色，而溴乙酸乙酯在熱帶的室外氣溫下則會成為黃色液體，兩者的色澤都類似於南越軍在順化對示威者灑下的液體。其他種類的法軍催淚劑還包括光氣肟[註 2]或氰化氫:54-56等致命成分，但在1963年的順化動亂中，並沒有示威者死於南越軍的化學武器:145。

## 影響
在順化化學攻擊等爭議事件發生後，吳廷琰的應對措施就是同意與佛教界領袖展開正式商談。他派副總統阮玉書、阮廷淳和內務部長裴文良（Bùi Văn Lương）組成一個跨部會的三人委員會，並由阮玉書擔任主席:263-264:136。儘管反政府風波依然持續，甚至伴隨了釋廣德等僧人的自焚事件，雙方依然在6月中旬簽署了一份聯合公報，承諾要終止佛教徒危機:150-170。
然而，聯合公報的內文並未得到徹底落實，而情勢也繼續惡化，尤其是在吳廷琰的胞弟、政治顧問吳廷瑈在8月21日派遣南越陸軍特種部隊查抄舍利寺之後，華府對該次行動展開抨擊，並切斷了這支被吳家公器私用的特種部隊所接受的美援，其他由美方供予南越的政治、經濟支援項目同樣遭到逐步削減。美國對吳廷琰政權顯現的嫌惡姿態，被南越陸軍中準備兵變的高級將領們視作默許的訊號。當他們瞭解到美方不會出手庇護吳廷琰的安危之後，立即在11月發起了成功的政變。雖然吳廷琰本人因這場事件丟了權位和性命，但越共也因此在對抗南越的行動上取得了更大的優勢，促使美國在1965年後調動大軍進入越南，造成越戰衝突升級:150-170。